# NGC 5419
NGC 5419 је елиптична галаксија у сазвежђу Кентаур која се налази на NGC листи објеката дубоког неба.
Деклинација објекта је - 33° 58' 42" а ректасцензија 14h 3m 38,7s. Привидна величина (магнитуда) објекта NGC 5419 износи 10,9 а фотографска магнитуда 11,9. Налази се на удаљености од 46,809 милиона парсека од Сунца. NGC 5419 је још познат и под ознакама ESO 384-39, MCG -6-31-19, PGC 50100.